# Цар Иван Шишман (филм)
„Цар Иван Шишман“ е български игрален филм (драма) от 1969 година, по сценарий и режисура на Юри Арнаудов. Оператор е Неделчо Нанев. Създаден е по драмата „Иван Шишман“ на Камен Зидаров. Музиката във филма е композирана от Кирил Цибулка.

## Сюжет
„Краят на 14 век. Българското царство е застрашено от турските нашественици. На българския престол в Търново е цар Иван Шишман. Неговият баща е проявил недалновидност, като е разделил царството между синовете си. Пренебрегнатият по-стар брат, обзет от ненавист към него, не вижда надвисналата над царството опасност. За да избегне катастрофата, Иван Шишман е готов на компромиси. Той става васал на султан Мурад и му дава за жена сестра си Мария Десислава. Тази жертва не спасява държавата. През 1393 огромни пълчища от нашественици, водени от самия султан, обсаждат престолния град. След три месеца столицата е превзета. Иван Шишман се оттегля и се брани в последната си крепост в Никопол...“

## Състав

### Актьорски състав
| Изпълнител                                              | Роля |
| ------------------------------------------------------- | --- |
| Народен артист Стефан Гецов                             | Цар Иван Шишман, цар на Втората българска държава, син на цар Иван Александър и Теодора                         |
| Ванча Дойчева                                           | Княгиня Мария Десислава, дъщеря на цар Иван Александър и Теодора, сестра на Иван Шишман и съпруга на емир Мурад |
| Народна артистка Ружа Делчева                           | Царица Теодора Сара, втора съпруга на цар Иван Александър и майка на Иван Шишман                                |
| Заслужил артист Николай Дойчев                          | Раксин |
| Любомир Киселички                                       | Мирослав |
| Богомил Симеонов                                        | Филип |
| Михаил Михайлов (като Мишо Михайлов)                    | патриарх Евтимий                                                                                                |
| Емил Стефанов                                           | Светослав |
| Заслужил артист Георги Раданов                          | Ахмед паша, посланик на султан Мурад I                                                                          |
| Иван Раев                                               | Иван Страцимир, последен български цар и син на деспот Иван Александър                                          |
| Заслужил артист: Петър Василев                          | Константин Деян, син на деспот Деян Драгаш и владетел на Велбъждкото деспотство                                 |
| Иван Хаджирачев                                         | Иванко Добротич, син на болярина Добротица и владетел на Добруджанското деспотство                              |
| Ани Пенчева                                             | Царица Мария, първата съпруга на Иван Шишман                                                                    |
| Сава Хашъмов                                            | болярин |
| Ганчо Ганчев                                            | Драгота, болярин                                                                                                |
| Найчо Петров                                            | Добротица, болярин, владетел на Добруджанското деспотство и крепостта Калиакра                                  |
| Живко Гарванов                                          | болярин |
| Стефан Сърбов                                           | болярин |
| Александър Балабанов                                    | |
| Любен Калинов                                           | болярин |
| Георги Георгиев                                         | болярин |
| Любен Желязков                                          | |
| Пламен Чаров                                            | |
| Георги Ставрев                                          | |
| Борис Петров                                            | |
| Ириней Константинов (не е посочен в надписите на филма) | Драгомир |
| Красимира Петрова (не е посочена в надписите на филма)  | |

### Екип
| Режисьор Сценарий         | Юри Арнаудов                                                        |
| Оператор                  | Неделчо Нанев                                                       |
| Художник                  | Асен Стойчев                                                        |
| Музика                    | Кирил Цибулка                                                       |
| Звук Музикално оформление | Дончо Хинов                                                         |
| Костюми                   | Николай Николов                                                     |
| Редактор                  | Иван Дечев                                                          |
| Директор                  | Димитър Геошев                                                      |
| Грим                      | Димитър Коклин Вера Търкаланова                                     |
| Монтаж                    | Сашка Попова                                                        |
| Комибинрани снимки        | Богомил Петков Минчо Минчев                                         |
| Асистент-режисьори        | Гани Стайков Катя Петрова                                           |
| Асистент-оператори        | Ангел Иванов Райко Стефанов                                         |
| Асистент-звукооператор    | Ани Воденичарова                                                    |
| Организатори              | Васил Василев Константин Иванов                                     |
| Музиката изпълнява        | Оркестъра на Българското радио и телевизия                          |
| Производство              | Българска кинематография Студия за игрални филми /Copyright © 1969/ |

## Награди
- Награда на МНО на актьора Стефан Гецов, Варна, 1969